# Arvid Nilssen
Arvid Nilssen, född 25 december 1913 i Alvdal, död 24 mars 1976 i Oslo, var en norsk skådespelare.
Nilssen debuterade 1935 vid Scala Teater och var sedan förutom under korta avbrott knuten till Chat Noir. Som revykonstnär hade han en helt personlig karakteriseringsform som var starkt mimisk, ofta med inslag av absurd komik. Lika starkt verkade hans stillsamma humor i otaliga skildringar av den lille mannen, alltid fulla av förståelse och poesi. Han är bäst ihågkommen som Kari Diesens stumma motspelare i Åh, Harry och Uteliggerne samt för solonummer som Bare døtt på! och Enerhaugen.
Nilssen fimdebuterade 1938 i Bør Børson jr., och gjorde därefter en lång rad komiska bifigurer i norska filmer.

## Filmografi (urval)
- 1938 – Bør Børson jr.
- 1941 – Hansen og Hansen
- 1942 – Herre med mustasch
- 1943 – Vigdis
- 1946 – Et spøkelse forelsker seg
- 1949 – Svendsen går videre
- 1950 – To mistenkelige personer
- 1954 – Cirkus Fandango
- 1954 – Heksenetter
- 1954 – Aldri annet enn bråk
- 1955 – Ute blåser sommarvind
- 1955 – Arthurs forbrytelse
- 1960 – Millionær for en aften
- 1961 – Norges söner
- 1962 – Stackars stora starka karlar
- 1962 – Sønner av Norge kjøper bil
- 1962 – Stompa & Co